# Suspensura

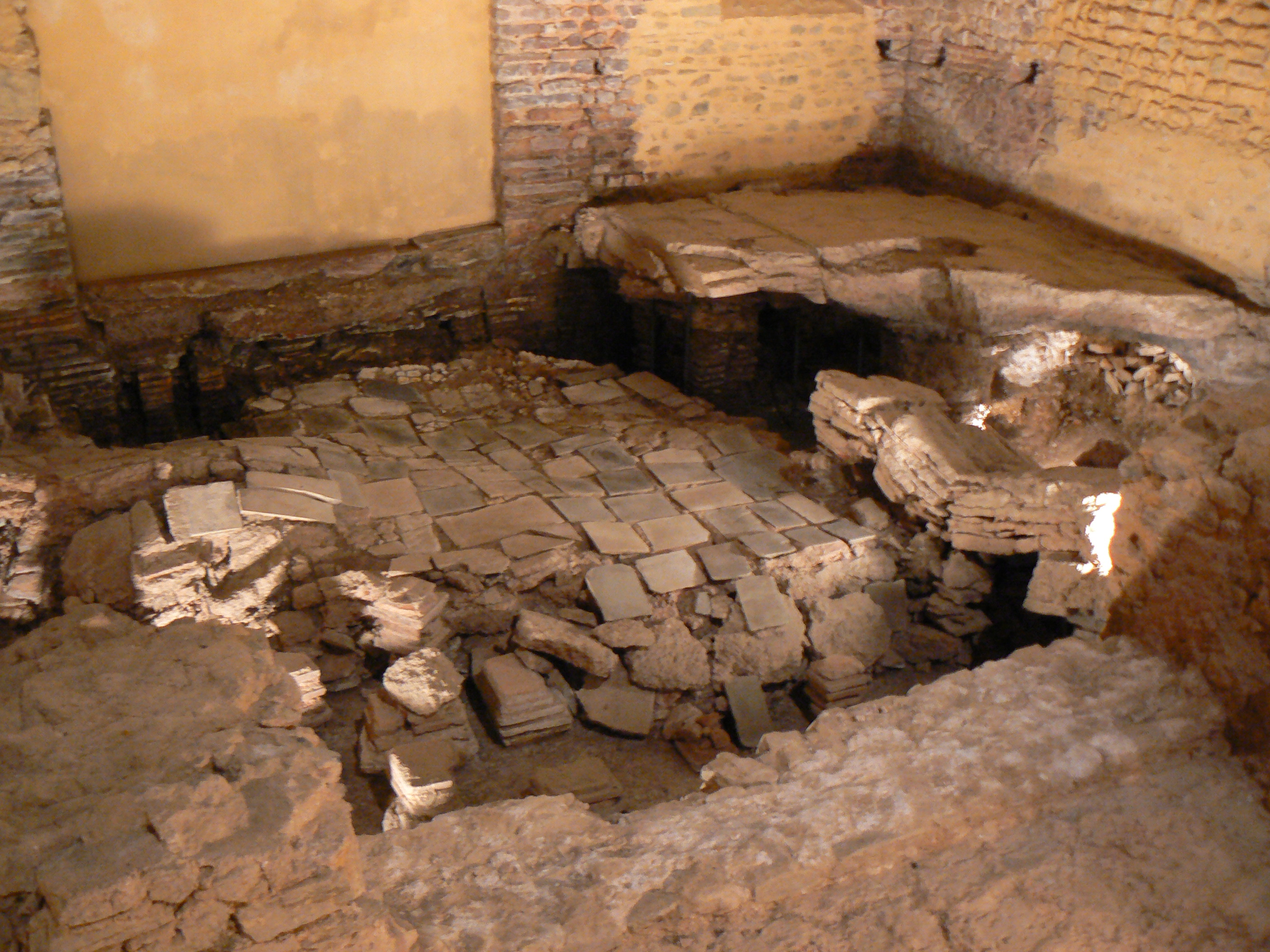
Suspensura desabada das Termas galo-romanas de Entrammes

Suspensura, na Roma Antiga, foi um termo arquitetônico de Vitrúvio usado para designar o solo "suspenso" que constituía a cobertura do hipocausto. Repousa-se em grande número de pilastras, quase sempre construídas de tijolos quadrados, característicos das termas romanas. A fumaça do caldário passou por fumeiros verticais nas paredes.